# چنگیز ایلدیریم
چنگیز ایلدیریم (ترکی آذربایجانی: Çingiz İldırım oğlu Sultanov; ۱۰ ژوئیهٔ ۱۸۹۰ – ۲۷ ژوئیه ۱۹۴۱ (۵۱ ساله)) سیاست‌مدار اهل امپراتوری روسیه بود. او یک انقلابی بلشویک و نخستین کمیسر خلقی در امور نظامی و دریایی آذربایجان شوروی بود.
وی همچنین برندهٔ جوایزی همچون نشان پرچم سرخ و نشان پرچم سرخ کار شده‌است.

## زندگینامه

### اوایل زندگی
ایلدیریم در 10 ژوئیه 1890 در خانواده یک زمیندار در شهرک قبادلی در  استان الیزابتپل ( آذربایجان کنونی ) به دنیا آمد. او در مدرسه محلی که توسط پدرش تأسیس شده بود تحصیل کرد، تحصیلات متوسطه خود را در شوشا ادامه داد و سپس در ولادیکاوکاز آن را در سال 1909 به پایان رساند و سپس در پوهنتون سنت بورگ تحصیل کرد. ماینینگ در دوران دانشجویی پدرش را از دست داد و مجبور شد شبانه روز کار کند تا بتواند مخارج زندگی خود را تامین کند. در سال 1916 در رشته مهندسی متالورژی از دانشگاه فارغ التحصیل شد و در کارخانه آیواز مشغول به کار شد . او که در اعتراضات عمومی پس از انقلاب فوریه روسیه شرکت داشت ، در گردهمایی برای دیدار با ولادیمیر لنین در حال بازگشت از فنلاند در ایستگاه راه‌آهن سن پتربورگ در 3 آوریل 1917 شرکت کرد. ایلدیریم که تحت تأثیر سخنرانی او قرار گرفت، تصمیم گرفت خود را متعهد به جنبش کمونیستی کند. 

### حرفه سیاسی
ایلدیریم پس از پیوستن به صفوف بلشویک‌ها ، پیشنهاد ایجاد ارتش سرخ مسلمان کارگری را داد که در آن زمان ایلدیریمیه نامیده می‌شد و از دولت‌های بلشویکی در مناطق آذربایجان دفاع می‌کرد. اولین Ildyrymmiye در ژوئن 1918 در پتروگراد و سیمال تاسیس شد . در همان سال، ارتش 2000 آذربایجانی ایلدیریمیه در جریان جنگ داخلی روسیه در آستاراخان علیه ارتش سفید در آستاراخان جنگید، اما به دلیل درگیر شدن داشناک های ارمنی در کنار بلشویک ها در کشتار آذربایجانی ها در روزهای مارس 1918، بلشویک ها حمایت خود را در بین آذربایجانی ها از دست دادند و ارتش به زودی منحل شد. در سال 1919 به شوش بازگشت و به تبلیغ کمونیسم ادامه داد. در زمان وجود جمهوری دمکراتیک آذربایجان ، ایلدیریم به عنوان معاون فرمانده نیروی دریایی آذربایجان و رئیس بندر تحت رهبری مساوات فعالیت می کرد ، اگرچه بلشویک بود.  در سال 1919، او یک اکسپدیشن نیروی دریایی ویژه برای حمل و نقل نفت به روسیه تأسیس کرد. 
در 27 آوریل، زمانی که ارتش سرخ یازدهم در حال حمله به باکو بود، ایلدیریم نقش مهمی در سرنگونی دولت ADR ایفا کرد. با تعدادی سرباز وارد مدرسه نیروی دریایی باکو شد و دانشجویان را خلع سلاح کرد. بعداً در همان روز، او مواضع را در Bailov تصرف کرد و کارخانه کشتی را کاملاً تصرف کرد. همه زندانیان زندان بایلوف آزاد شدند، از جمله انقلابیون معروف رحیم حسین اف، داداش بنیادزاده و قاسم اسماعیل اف . پس از تصرف مرکز باکو، بلشویکها به رهبری ایلدیریم مجلس شورای ملی آذربایجان را با توپخانه محاصره کردند و به دولت مساوات اولتیماتوم دادند. در ساعات اولیه صبح 28 آوریل 1920، پس از بحث در مجلس، دولت با شرایط بلشویک ها موافقت کرد و ADR از خروج خود منصرف شد.  با استقرار رژیم کمونیستی در آذربایجان، چنگیز ایلدریم به عنوان اولین کمیسر خلق در امور نظامی و دریایی آذربایجان منصوب شد . 
در سال 1924، ایلدیریم به عنوان کمیسر راه های عمومی کار کرد و ایده های نوآورانه ای را برای ساخت جاده در آذربایجان ارائه کرد که بعداً در سایر نقاط اتحاد جماهیر شوروی به کار رفت. او اولین راه آهن برقی را در اتحاد جماهیر شوروی در مسیر باکو- سابونچی ساخت .  ساخت راه آهن باکو - جلفا به طول 407 کیلومتر در سال 1924 بهترین و شناخته شده ترین پروژه او بود. 
در سالهای 1924-1928، ایلدیریم به عنوان معاون رئیس شورای عالی کشاورزی مشغول به کار شد. وی در دوران حضورش در این نهاد، سیاست های برق رسانی را در آذربایجان آغاز کرد. در نتیجه، 19 ایستگاه برق (1500 اسب بخار) در سال 1924-1927 ساخته شد. این امر باعث افزایش توانایی‌های تولیدی آذربایجان شد و در سال 1927، بخش فولادسازی در کارخانه ستوان اشمیت (ستارخان فعلی) تأسیس شد. در سال 1925، 65 درصد از تجهیزات حفاری میادین نفتی آذربایجان به برق تبدیل شد. 
در سال 1929، ایلدیریم به عنوان مدیر پروژه برای ساخت کارخانه آهن و فولاد Magnitogorsk منصوب شد و از سال 1934، او مدیریت ساخت یکی از مراکز متالورژی شوروی ، Krivoy Rog را بر عهده داشت .  در زمان رونق ساخت و ساز، Ildyrym به ایالات متحده فرستاده شد تا محموله های مواد لازم برای ساخت کارخانه در Magnitogorsk را ترتیب دهد . 

## دستگیری و اعدام
در 7 ژوئیه 1937 ایلدیریم توسط NKVD دستگیر شد و به یک توطئه ضد انقلاب متهم شد. او در دنیپروپتروفسک ، باکو و مسکو زندانی بود . در مسکو، او ابتدا در زندان لفورتوو با امنیت بالا زندانی شد و سپس به مکان شدیدتری منتقل شد - زندان سوخانوو ، که برای زندانیان سیاسی بدنام است. او توسط NKVD به اعدام محکوم شد و به خانواده اش اطلاع داده شد که او بدون اجازه ارتباط با دنیای خارج به 10 سال زندان محکوم شده است. او در تابستان 1941 توسط جوخه تیراندازی اعدام شد. 